# コ・ウィレムス
ヤコブス・マトフス・ウィレムス（Jacobus Matheus Willems、1900年10月27日 - 1983年9月28日）は、オランダ、アムステルダム出身の自転車競技選手である。通称はコ・ウィレムス（Ko Willems）。

## 生涯
ウィレムスは1900年10月27日にアムステルダムで誕生した。自転車競技選手として、特にトラックレースを専門とした。

## 主な成績
1924年パリオリンピックの自転車競技・50kmトラックレースにおいて金メダルを獲得した。この50kmトラックレースは、オリンピックにおいて実施された最後の大会であり、ウィレムスがその種目の最後の優勝者となった。このレースでは、同胞のヤン・マースと協力し、マースが先行して他の選手を疲弊させ、ウィレムスが最終スプリントで勝利するという戦略が功を奏した。

## 引退後の活動
1925年にプロに転向した。1932年に現役を引退した後は、故郷アムステルダムのオリンピックスタジアム近くで自転車店を経営した。彼の二人の息子、ハンスとボブも店と工房を手伝った。息子のハンス・ウィレムスも父親と同様にオリンピック選手となり、1964年の東京オリンピックにはセーリング競技で出場している。